# L'Ombre du bonheur

L'Ombre du bonheur est un film français réalisé par Gaston Roudès et sorti en 1924.
C'est un des nombreux films dans lequel le réalisateur dirige l'actrice France Dhélia dans les années 1920. Il est considéré comme un « drame de la jalousie ».

## Fiche technique
- Titre : L'Ombre du bonheur
- Autre titre : L'Atelier
- Réalisation : Gaston Roudès
- Scénario :  Gaston Roudès d'après un roman de Francesca de Villarosa Comtesse d'Orsay
- Photographie : Albert Brés
- Date de sortie : 13 juin 1924

## Distribution
- France Dhélia : Colette Vincent
- Constant Rémy : Claude Honorat
- Jean Devalde : Silvio de Pedroso
- Simone Mareuil : Christine de Pedroso
- Régine Dumien : Doudou
- Léonce Cargue : Joachim
- Joseph Paquin : le grand couturier
- François Angely : le docteur
- Maggy Delval : Mme de Pedroso